# Hispidula tokerau
Hispidula tokerau är en svampart som beskrevs av P.R. Johnst. 2003. Hispidula tokerau ingår i släktet Hispidula och familjen Hyaloscyphaceae.   Inga underarter finns listade i Catalogue of Life.